# Agen, de (ciruela)
d'Agen es una variedad cultivar de ciruelo (Prunus domestica), de las denominadas ciruelas europeas.
Una variedad de ciruela traída por los monjes benedictinos a su vuelta de las cruzadas en el siglo XII. Las frutas tienen una pulpa firme y muy jugosa con un sabor bastante dulce. Tolera las zonas de rusticidad según el departamento USDA, de nivel 5b, 5a, 6b, 6a, 7b, 7a.

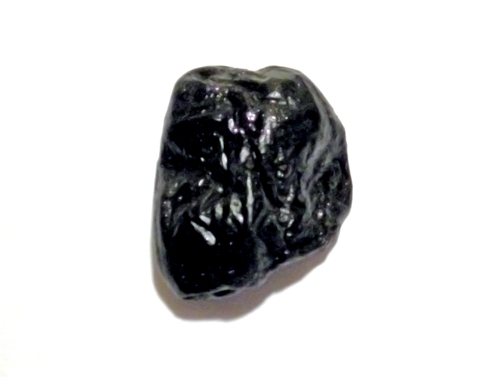
Ciruela pasa de Agen con DOP.

## Sinonimia
- "de Agen",
- "d'Agen",
- "Prune d'Ente",
- "Agen Early",
- "Agenská".

## Historia
'Agen, de' variedad de ciruela cuyos orígenes ancestrales se encuentran en la región del Caucaso Los monjes benedictinos de la Abadía de Clairac (Lot-et-Garonne), trajeron las semillas de los ciruelos que conocemos actualmente en esta zona a su vuelta de las cruzadas en el siglo XII. El origen del nombre "Prune d'Enter" por el que se conoce en la zona, deriva de la antigua palabra francesa "Enter" que significa "injertar", ya que los monjes hacían injertos en sus árboles para aumentar su producción frutícola.
'Agen, de' está cultivada en diversos bancos de germoplasma de cultivos vivos, tales como en la Estación experimental Aula Dei de Zaragoza, y en el National Fruit Collection (Colección Nacional de Fruta) de Reino Unido con el número de accesión: 1990-003 y Nombre Accesión : Agen Early. Fue introducida en el "Probatorio Nacional de Fruta" para evaluar sus características en 1996 vía "Scottish Crop Research Institute", Dundee, Escocia.

## Características
'd'Agen' árbol de porte extenso, moderadamente vigoroso, erguido, sus hojas de la planta leñosa son caducas, de color verde, forma elíptica, sin pelos presentes, tienen dientes finos en el margen. Flor blanca, que tiene un tiempo de floración que comienza a partir del 1 de abril con el 10% de floración, para el 3 de abril tiene una floración completa (80%), y para el 14 de abril tiene un 90% de caída de pétalos.
'd'Agen' tiene una talla de tamaño pequeño a mediano, de forma ovoide, alargada, ventruda, a veces ligeramente deprimida en las caras laterales en la parte dorsal, con peso promedio de 49.60 g; epidermis tiene una piel muy gruesa azul oscuro recubierta de una abundante pruina, violácea; sutura con línea poco visible, de color violeta rojizo, como transparente, superficial en toda su extensión excepto en el polo pistilar donde forma un pequeño y suave surco, en algunos casos la sutura está hendida junto al punto pistilar; pedúnculo medio y fino, con una longitud promedio de 15.59 mm, con la cavidad peduncular estrechísima, casi superficial, muy poco rebajada en la sutura y más baja en el lado opuesto; pulpa de color verde amarillento o amarillo ámbar transparente, textura semi blanda, algo crujiente, medianamente jugosa, y de un sabor muy dulce, almibarado, casi empalagoso.
Hueso semi libre, pequeño, elíptico, deprimido, surco dorsal ancho, poco profundo, los laterales discontinuos y poco marcados, con la superficie arenosa, semi lisa.
Su tiempo de recogida de cosecha se inicia en su maduración a principios de septiembre.

## Progenie
'd'Agen' tiene en su progenie como Parental-Madre, a la variedad de ciruela:
- Stanley

## Usos
Por su alto contenido de azúcar lo convierte en una excelente opción para enlatar y secar. También se utiliza como mermeladas, jugos, y en fresco.

## Cultivo
Variedad cultivada en Francia, en la zona de Agén (Lot-et-Garonne), donde ostenta una DOP.